# Sorskönyvelmélet
A sorskönyv a tranzakcióanalízis egy központi fogalma. Eric Berne szerint egy nem tudatos forgatókönyv: „Egy, a gyermekkorban készített, a szülők által megerősített és a későbbi események által igazolt életterv, amely egy választott alternatívára összpontosul.” Berne-t három kérdés foglalkoztatta különösen: mennyire meghatározó a szülői programozás a sorskönyv kialakításában, a személyiség mennyire rabja ennek és hogy milyen tere van a szabadságnak, az autonómiának az egyén életében.
A sorskönyvelmélet részletes leírása a szerző halála után megjelent (1970) posztumusz kötetben, a Sorskönyvben található (eredeti címe: What do you say after you say hello?). A Sorskönyv a tranzakcióanalízis további kifejtését tartalmazza, ezért egyesek szerint az Emberi játszmák (angolul Games people play) folytatása, valójában azonban – szerző szándéka szerint is – önálló munka. Berne halála után tanítványa és munkatársa folytatta a sorskönyv témáját Sorskönyvek, amelyeket élünk c. munkájában (angolul Scripts people live).

## A sorskönyv jellemzői
- a tudattalan élettervet korán, kisgyermekkorban kezdjük írni, elhatározzuk, hogyan fogunk élni – el is készül kb. 5-6 éves korunkra
- a sorskönyv körülírható kezdettel, tetőponttal és befejezéssel rendelkezik, azaz meghatározott végkifejlet felé halad
- a szkript nem azonos a tényleges életpályával, a hangsúly egy belső, kényszerítő erőn van, amely mutatja, hogyan kellene cselekedni
- a sorskönyv többnyire gyermekkori illúziókon alapszik: vagyis, ha jók vagyunk, megjutalmaznak, míg ha rosszat követünk el, megbüntetnek
- az egész életet strukturáljuk: megtöltjük olyan rítusokkal, időtöltésekkel, amelyek segítenek a végső „nyereség” elérésében
- a programozás már a gyermek megszületése előtt elindul, hiszen hatással van sorsára az is, ami a szülőkkel, nagyszülőkkel történt
- a gyermek tiltások, elismerések, felszólítások formájában képet kap arról, hogy milyen a világ és milyen ő maga – ebből következtetéseket von le arra nézve, hogyan biztosíthatja a körülötte lévők szeretetét, hogyan maradhat meg ezen a világon

## A sorskönyvi apparátus
„
Hosszú évekig próbáltam úgy élni, hogy eleget tegyek mások elvárásainak. Ordítani szerettem volna, amikor mosolyognom kellett, elrohanni, amikor embergyűrű vett körül, hallgatni lett volna jó, amikor beszélnem kellett… Ráadásul sikerült is a színjáték: az embereket elbűvölte a szelídségem, vonzotta a belőlem áradó harmónia. A hamis illúziók világában, ahol képmutató életem nagy részét töltöttem, nem volt helye annak az embernek, aki igazából lenni szerettem volna… Kislánykoromban megtanultam, hogy felnőttek társaságában illedelmesen viselkedem és csendben ülök. Megtanultam mosogatni és főzni… Olyankor, amikor felszabadult nőnek érzem magam, megszólal bennem egy hang: - Rendes kislányok nem csinálnak ilyeneket. De amint rendes kislánnyá változtam, egy másik hang figyelmeztetett: - Egy felszabadult nő azt teszi, ami neki tetszik. Minden nap kételyeket ébresztett bennem énem két arca, míg végre sikerült eldöntenem, mit is akarok.
”

– idézet a Játszmák nélkül c. könyvből

Ezek azok az építőelemek, amelyek meghatározzák a szkriptbe lépő egyén viselkedését. Ide tartoznak a gátló parancsok, az engedélyek, a programok, az előírások stb. A gyermek a szülői programozás során (szoptatás, bili használata, illemszabályok stb.) sajátítja el azokat az alappozíciókat, amelyek majd az egész életére befolyással vannak. Annak alapján, hogy ebben a korban mit szajkóznak a gyereknek, jönnek létre a vesztes és nyertes sorskönyvek.
A gátló parancsok azok a negatív szülői üzenetek, amelyek tilalmak formájában jelennek meg és egész életen keresztül hatnak. A szülő Gyermekije küldi a gyermek Gyermekijébe – a tapasztalat szerint az ellenkező nemű szülő hatása a nagyobb. Ezek korai meghatározókként beépülnek a sorskönyvbe. Néhány közülük: Ne létezz! Ne légy önmagad! Ne csináld!
Sokan talán elcsodálkoznak, hogy a gyermeke felé szeretettel forduló szülő ilyen üzeneteket közvetít, valójában azonban mindannyiunk életében megjelenik valamilyen tiltás. Arra kell odafigyelni, hogy a gyermekkorban megtapasztalt tiltások közül mit örökítünk tovább saját gyermekeink felé.
Ugyanakkor megfigyelhetők mindenki életében ezen mondatok ellenkezője is, az ún. engedélyek. Minden parancsnak megfelel valamilyen engedély, amely kulcsfontosságú tényezője a nevelésnek. Pl. Létezhetsz! Lehetnek saját érzéseid! Önmagad lehetsz!
Ha egy adott személynél előfordulnak a programmal ellentétes szlogenek és viselkedésminták, akkor az azt jelenti, hogy az illető személlyel kapcsolatban életbe lép az ellensorskönyv, vagyis az ún. antiszkript. Létezik az episzkript fogalma is, amikor a személy viselkedésének hátterében olyan átörökített üzeneteket lehet felfedezni, amelyek a szülőt fenyegették.
Az előírások (driverek) azok az eljárások, amelyeket a katasztrófa elhárítása, a rossz elkerülése érdekében sajátítunk el. Ugyanis számos olyan elvárás szabályozza magatartásunkat, gondolkodásunkat, amelyek segítségével meg tudunk felelni szüleinknek, hogy azok ne alkalmazzák a gátló parancsokat. Az előírások is korai meghatározóknak számítanak, amelyek a szülők Szülői énállapotából indulnak ki és a gyermekek Szülőijében tapadnak meg.

## A sorskönyvek típusai
Nyertes az, akinek sorskönyvében az van megírva, hogy az elsők között lesz, míg Vesztes az, aki mindenáron a legjobb akar lenni. Eszerint egy olimpiai 2. helyezés jelenthet győzelmet és vereséget egyaránt, attól függ, hogy a személy hogyan fogja fel elért eredményét.
Claude Steiner írt le három vesztes sorskönyv-típust, amelyek súlyos pszichiátriai betegségeket eredményeznek:
- Szeretet nélküli: Depresszióhoz vezet. Az ilyen ember kevés érzelmet és pozitív figyelmet cserél – vagy durva és elutasító, vagy egyáltalán nem is érintkezik másokkal. Nem ad és nem is fogad el szeretetet.
- Értelem nélküli: Eredménye a pszichózis. Az ilyennel rendelkező személy nem vállal felelősséget, nem kötelezi el magát semmi mellett, nehéz önálló véleményt alkotnia és bármit kezdeményeznie.
- Öröm nélküli: Függőséghez, ún. addikcióhoz vezet. Tulajdonosa minden helyzetben azt teszi és érzi, amit szerinte elvárnak tőle. A teljesítményt kapcsolatai elé helyezi, minden erejével feladataira koncentrál.

Berne úgy vélte, léteznek sorskönyvi alaptípusok – ezeknek szimbolikus mintái a mesék a görög mítoszok szereplői: pl. Hamupipőke, Csipkerózsika, Piroska – Herkules, Damoklész, Tantalosz, Sziszüphosz stb.

## Szakirodalom
- Játszmák nélkül. Szerk: Járó Katalin.
- Joines - Stewart: A TA-ma.
- Eric Berne: Sorskönyv